# 刘明辉 (政治人物)

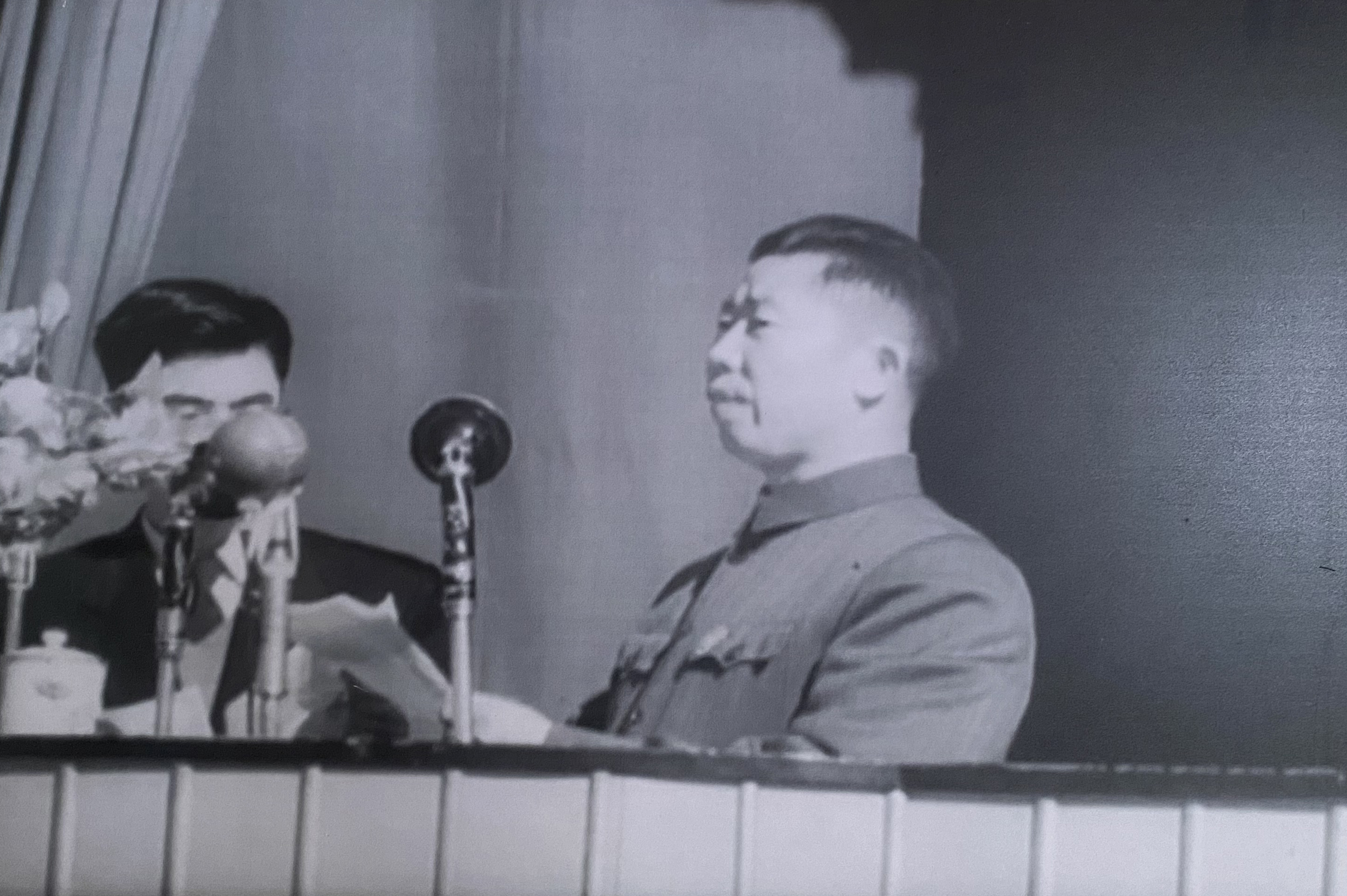
刘明辉在1956年芒市中缅边民联欢大会上讲话

刘明辉（1915年—2010年5月17日），男，江西石城人，中华人民共和国政治人物。

## 生平
刘明辉是江西省石城县横江乡烟坊村人早年参加农民运动，任江西省驿前县少共县委组织部部长。后参加中国工农红军红五军团补充团，此后参加长征，任红五军团三十九团团特派员等。1937年，任八路军129师385旅771团特派员。1938年，改任八路军129师385旅锄奸科科长、129师锄奸部二科科长。1940年，改任冀南军区锄奸保卫部部长，兼冀南行署公安总局局长。
第二次国共内战期间，担任第二野战军二纵队四旅政委，第二野战军第三兵团组织部部长。
中华人民共和国成立后，担任中国人民解放军重庆市军事管制委员会公安部部长、重庆市公安局局长兼重庆警备区副司令员、司令员。1954年，担任云南省公安厅厅长。1955年，升任云南省人民委员会副省长；次年担任代省长、云南省政协主席。1968年8月至1979年12月任云南省革命委员会副主任。1979年，再任云南省人民政府省长。1983年，任云南省人大常委会主任。1985年，任中顾委委员。